# S/2021 J 2
S/2021 J 2 es un pequeño satélite natural exterior de Júpiter descubierto por Scott S. Sheppard el 12 de agosto de 2021, utilizando el Telescopio Magellan-Baade de 6,5 metros en Observatorio Las Campanas, Chile. Fue anunciado por el Minor Planet Center el 19 de enero de 2023, después de que se recopilaran observaciones durante un período de tiempo lo suficientemente largo como para confirmar la órbita del satélite.
S/2021 J 2 es parte del grupo de Ananké, un grupo de satélites irregulares retrógrados de Júpiter que siguen órbitas similares a las de Ananké en semiejes mayores entre 19 y 22 millones de kilómetros, excentricidades orbitales entre 0,1 y 0,4 e inclinaciones entre 139 y 155°. Tiene un diámetro de aproximadamente 1 kilómetro (0,62 mi) para una magnitud absoluta de 17,3, lo que lo convierte en uno de los satélites naturales más pequeños conocidos de Júpiter.